# Ralph Burns
Ralph Burns (Newton, Massachusetts, 29 de Junho de 1922 - Los Angeles, Califórnia, 21 de Novembro de 2001) foi um compositor de jazz norte-americano. Ele fez a colaboração com o cineasta norte-americano Bob Fosse e trabalharam com os filmes: Cabaret, Adeus Berlim (Cabaret) (1972), Lenny (1974), All That Jazz - O Espectáculo vai começar (All That Jazz) (1979), e Star 80 - A Tragédia (Star 80) (1983). Em 1989, o seu último trabalho do compositor de jazz com o filme de animação de Don Bluth: Todos os Cães Merecem o Céu (All Dogs Go To Heaven) (1989).
Seu trabalho para o palco também foi notável. Baryshnikov on Broadway, em 1980, ganhou um prêmio Emmy por seu trabalho. Burns ganhou o Tony Award for Best Orchestrations em 1999 por   Fosse  e postumamente em 2002 por   Completamente moderno Millie , que também lhe rendeu o Drama Desk Award for Outstanding Orchestrations. Os últimos foram vencidos com Doug Besterman. De 1996 até sua morte, Burns restaurou muitas orquestrações para o Encores do New York City Center. série - reavivamentos de seus próprios shows e shows originalmente orquestrados por outros.

## Vida pessoal
Burns escondeu cuidadosamente sua homossexualidade ao longo de sua vida. Em 2001, Burns morreu de complicações de um derrame e pneumonia recentes em Los Angeles, Califórnia e foi enterrado em 13 de abril de 2002 em  Newton.